# Reinel Herrera
Reinel Herrera Garcés (Timbiquí, Cauca, Colombia; 7 de diciembre de 1983) es un futbolista colombiano. Juega como defensa.

## Trayectoria
Comenzó su carrera en 2008, con el Depor Aguablanca de la Primera B. Después pasó al fútbol panameño con el Tauro F. C. y desde 2016 es agente libre.

## Clubes
| Club             | País     | Año         |
| ---------------- | -------- | ----------- |
| Depor Aguablanca | Colombia | 2008 - 2010 |
| Tauro F. C.      | Panamá   | 2011 - 2016 |

## Palmarés

### Campeonatos nacionales
| Título          | Club        | País   | Año  |
| --------------- | ----------- | ------ | ---- |
| Torneo Clausura | Tauro F. C. | Panamá | 2012 |
| Torneo Apertura | Tauro F. C. | Panamá | 2013 |